# Kijowski Uniwersytet Narodowy im. Tarasa Szewczenki
Kijowski Uniwersytet Narodowy im. Tarasa Szewczenki (ukr. Київський національний університет імені Тараса Шевченка), skrótowo Uniwersytet Kijowski – uniwersytet w Kijowie założony w 1833 r., jeden z największych uniwersytetów na Ukrainie.

## Historia
Utworzony ukazem cara Mikołaja I z 2 listopada 1833 jako Imperatorski Uniwersytet Kijowski św. Włodzimierza. Na jego uposażenie przeznaczono większość majątku zlikwidowanego po powstaniu listopadowym w 1832 Uniwersytetu Wileńskiego oraz Liceum Krzemienieckiego. Uroczyste otwarcie uniwersytetu nastąpiło 16 lipca?/28 lipca 1834 w dzień patrona uczelni.
W latach 1834–1860 Uniwersytet Kijowski był niemal całkowicie uczelnią polską, kadra profesorska (zwłaszcza na kierunku humanistycznym i przyrodniczym) wywodziła się ze wspomnianego słynnego polskiego Liceum Krzemienieckiego, Uniwersytet posiadał kościół katolicki (zlikwidowany w latach 60.). W roku akademickim 1838/39 studenci polscy stanowili 62,5% ogółu studentów. Początkowo jedynym ukraińskim wykładowcą był Mychajło Maksymowycz (jego imię obecnie nosi uniwersytecka Biblioteka Naukowa). Tutejsi polscy studenci zaczęli w konspiracji przygotowania do powstania (które wybuchło w 1863) już w końcu lat 50. XIX wieku, a rosyjskiemu rządowi było niezmiernie trudno im zapobiec.
W czasach radzieckich nosił nazwę Kijowski Uniwersytet Państwowy im. Tarasa Szewczenki.

## Organizacja
Wydziały
- Wydział Biologiczny
- Wydział Chemiczny
- Wydział Cybernetyki
- Wydział Ekonomiczny
- Wydział Filozoficzny
- Wydział Fizyczny
- Wydział Geograficzny
- Wydział Historyczny
- Wydział Mechaniczno-Matematyczny
- Wydział Prawa
- Wydział Przygotowawczy
- Wydział Radiofizyczny
- Wydział Psychologii
- Wydział Socjologii

Instytuty
- Instytut Dziennikarstwa
- Instytut Edukacji Podyplomowej
- Instytut Filologii
- Instytut Geologii
- Instytut Menedżmentu i Finansów
- Instytut Stosunków Międzynarodowych
- Instytut Wojskowy

Inne jednostki
- Biblioteka Naukowa in. M. Maksymowycza
- Centrum Informacyjno-Komputerowe
- Centrum Ukrainoznawstwa
- Katedra Wychowania Fizycznego i Sportu
- Kompleks sportowy
- Obserwatorium astronomiczne
- Ośrodek Naukowo-Badawczy
- Ukraińskie Liceum Fizyczno-Matematyczne
- Ukraińskie Liceum Humanistyczne